# جان منویل
جان منویل (انگلیسی: Johns Manville) شرکت مصالح ساختمانی آمریکایی است، که در سال ۱۸۵۸ توسط هنری منویل تأسیس شد.